# Hospital Comarcal d’Inca

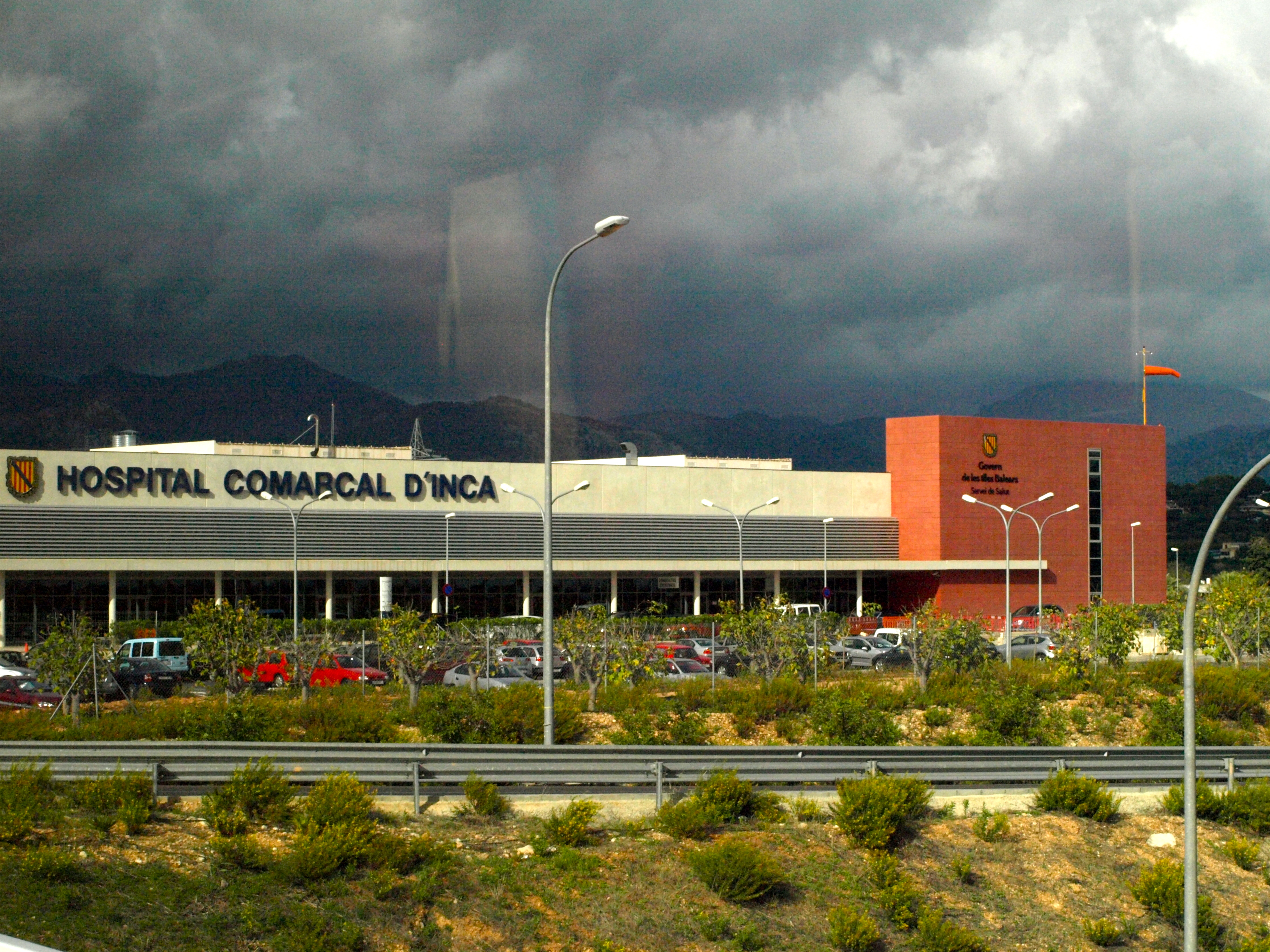
Hospital Comarcal d’Inca (2009)

Das Hospital Comarcal d’Inca (kastilisch Hospital Comarcal de Inca) ist ein Regionalkrankenhaus in der Gemeinde Inca auf der spanischen Baleareninsel Mallorca.
Das am 26. Februar 2007 eingeweihte Zentrum verfügt über 165 Betten, 5 Operationssäle, 1 Raum für kleinere ambulante Operationen und 11 Radiologieräume auf rund 25.000 m² überbauter Fläche.  Die Hauptbevölkerungszentren, die sich unter anderem im Einzugsbereich des Krankenhauses befinden, sind: Inca, Binissalem, Sineu, Sa Pobla, Muro, Alcúdia und Pollença.
Das Krankenhaus steht unter der Verwaltung des Gesundheitsdienstes der Balearen. IB-SALUT ist die in der spanischen Autonomen Gemeinschaft der Balearen zuständige Gesundheitsbehörde.
Die Hauptzufahrtsstraßen zum Krankenhaus sind die Autobahn MA-13, über die Ausfahrt 27, und die Buslinie, die alle 30 Minuten das Zentrum der Stadt Inca und das Krankenhaus mit einem Bus-Shuttle verbindet.